# Isard
Rupicapra pyrenaica
Pour les articles homonymes, voir Isard (homonymie).
« Izard » redirige ici. Pour les autres significations, voir Izard (homonymie).
Pour l’article ayant un titre homophone, voir Izar.
Espèce
Statut de conservation UICN

 LC  : Préoccupation mineure
Statut CITES
L'isard ou izard (Rupicapra pyrenaica) est une espèce de mammifères de la famille des Bovidés de la sous-famille des caprins, assez fréquente dans la chaîne de montagnes des Pyrénées, la cordillère Cantabrique et les Apennins.
Le nombre d'isards est estimé à plusieurs dizaines de milliers d'individus, ce qui fait classer l'espèce en « préoccupation mineure ». Cependant, elle est sujette à de sévères épizooties qui peuvent avoir un fort impact sur la population.

## Dénominations
Son nom vient d'un mot pyrénéen izardo.

## Caractéristiques

### Morphologie
Il fait partie du même genre Rupicapra que le chamois des Alpes, plus lourd d'une dizaine de kilogrammes. Il en diffère aussi par un pelage d'été plus roux et un pelage d'hiver plus clair agrémenté d'un collier de poils noirs au niveau du cou. Les cornes forment un crochet plus ouvert (souvent > 45°) que celui du chamois.
La hauteur au garrot de l'isard est de 70 cm, sa longueur est d'un mètre. L'isard mâle fait entre 25 et 40 kg ; la femelle fait entre 22 et 30 kg. Son espérance de vie est de 22 ans.

### Cornes

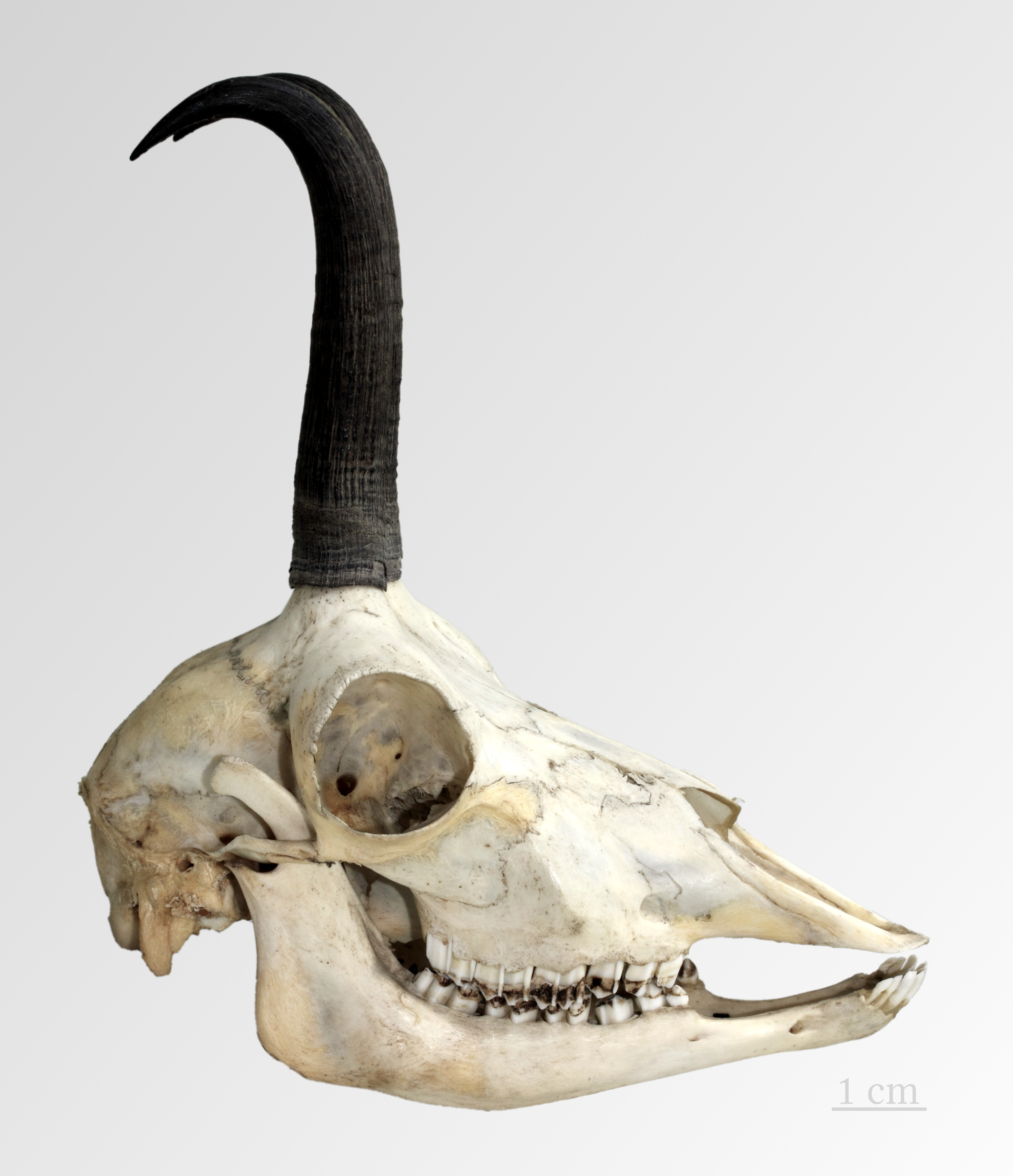
Isard Rupicapra pyrenaica - Muséum de Toulouse

Les cornes sont présentes pour les deux sexes. Chez le mâle, les étuis sont épais, de section ovale, avec le grand axe dans le sens antéro-postérieur ; le crochet est fortement arqué ; la pinte prend une direction parallèle à l’axe de la corne. Chez la femelle, les étuis sont plus grêles et moins recourbés que ceux du mâle et ont une section arrondie ; le crochet est plus ouvert. Les cornes ont pour origine une production cutanée creuse et permanente. Elles se développent à partir de 3 à 4 mois sous la forme d’un petit corné de kératine. La croissance est importante les trois premières années, surtout au cours de la deuxième, lorsque le crochet se forme. L'examen des cornes, dans le cas d'animaux morts ou capturés, permet de déterminer l'âge par dénombrement des segments de croissance. Leur croissance est permanente avec un arrêt en hiver ce qui détermine sur l’étui un sillon circulaire.

### Dentition
L’isard possède 32 dents.

### Pelage
Le pelage du chevreau est grisâtre et uniforme. À la mue du printemps, son pelage est roux vif, et à la mue d’automne son poil est brun avec une écharpe noire. L’isard se distingue par une tache claire à la gorge se terminant en pointe.

### Distinction des sexes
L’isard mâle se distingue par un cou large et une ganache courte et par des cornes plus espacées et plus recourbées que celles de la femelle, avec un angle de courbure inférieur à 45° dans 90 % des cas.
On peut aussi différencier le mâle et la femelle par leur comportement. Le mâle est principalement solitaire, isolé, alors que la femelle vit principalement en groupe.
Les isards se reconnaissent à leur robe plutôt sombre en hiver qui devient couleur « chamois » en été. Le mâle, plus massif, le cou plus large et les cornes plus courbes, se distingue des femelles.

### Reconnaissance de l'âge
Comme pour beaucoup d’animaux la taille des cornes permet d’identifier l’âge de l’isard, si celui-ci à des petites cornes droites c’est qu'il est dans la période de la naissance jusqu’à un an et demi ; on l’appelle alors chevreau. Quand ses cornes sont courbées et ne dépassent pas l’oreille, l’isard a entre un an et demi et trois ans ; on l’appelle alors enterlous. Au-delà de trois ans, l’isard devient adulte, ses cornes sont alors courbées et dépassent son oreille, elles n’évoluent plus jusqu’à sa mort.

## Écologie et comportement
Il se déplace par hardes souvent sous la conduite d'une femelle. Les mâles adultes vivent en solitaires. Ils ne se rassemblent qu'en octobre et en novembre, à l'époque du rut, qui provoque une activité menant certains d'entre eux au seuil de l'épuisement.

### Prédateurs et menaces
Cet animal a été très chassé jusque dans les années 1960 et a failli disparaître, mais il a pu être sauvé grâce à la création en 1967 du parc national des Pyrénées. L'isard est aujourd'hui un animal commun des Pyrénées ; il est même abondant (quelque 4 000 individus) dans les zones protégées.
Les régulateurs les plus importants de la population d'isards, en dehors de l'humain qui le chasse en limite des parcs, sont, en hiver, le froid, les avalanches et l'accès plus difficile à la nourriture.
Le petit cabri naît à la fin du printemps, en juin après une gestation de 23 semaines et est sevré à 6 mois. Il est une des proies préférées de l'aigle royal qui peut les décimer certaines années. Au bout d'un an, on le nomme éterle (♀) ou éterlou (♂).

## Habitat et répartition

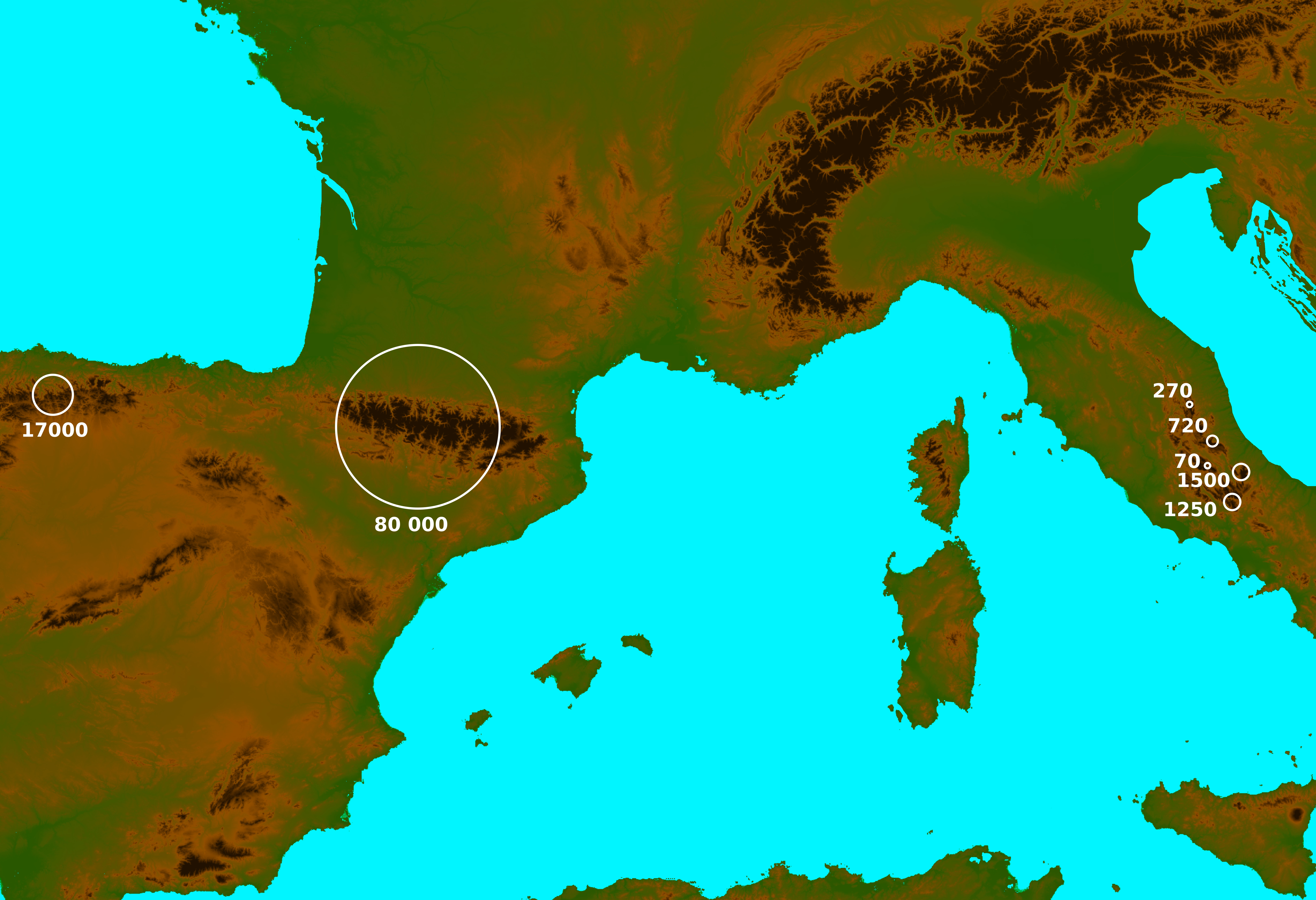
Foyers de population de l'isard au XXIe siècle.

Avec une population estimée à environ 72 900 individus durant les années 2000-2010, l'espèce est en expansion mais sujette à des épisodes de sévères épizooties qui peuvent la fragiliser.

### Espagne
L'Espagne est le pays comptant le plus d'individus, avec deux foyers de population identifiés :
- le versant espagnol des Pyrénées qui compte environ 50 000 individus ;
- la cordillère Cantabrique avec une population d'environ 17 000 individus forme une population continue du massif de la sierra de Ancares en Galice jusque dans les Asturies[7],[8].

### France
En France, environ 24 000 isards sont répartis sur l'ensemble de la chaîne des Pyrénées. La population stable et dense constituée dans le parc national des Pyrénées (environ 5 000 individus) sert de base pour les nombreuses réintroductions réalisées depuis les années 1980,.

### Italie

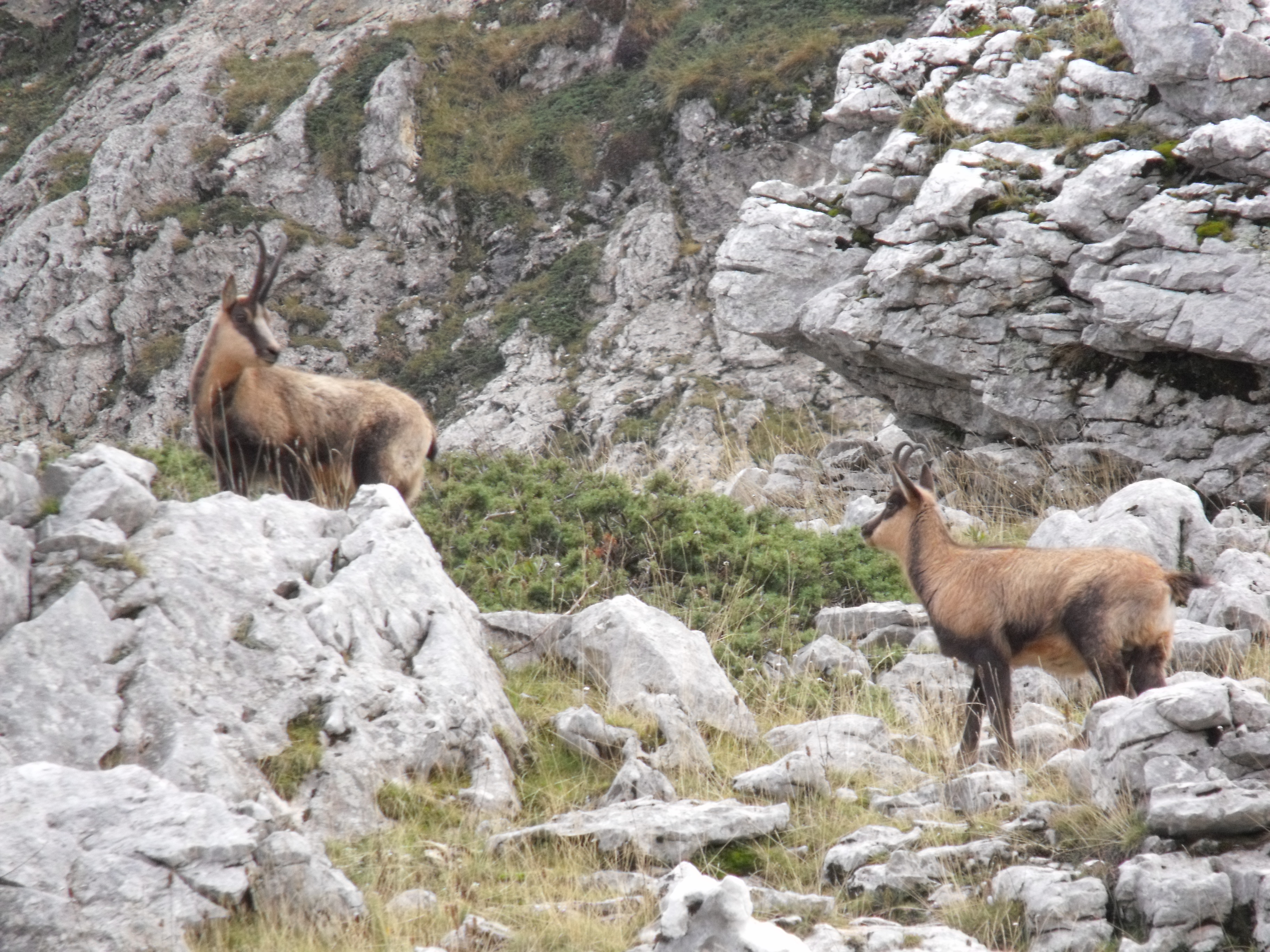
Isards des Apennins.

Aujourd'hui, grâce à différentes réintroductions, l'espèce se trouve de nouveau dans les principaux massifs de l'Apennin central. La population se trouve essentiellement dans les parcs nationaux et se repartit comme suit :
- environ 1 250 individus dans le parc national des Abruzzes, Latium et Molise[11] d'où l'espèce n'a jamais disparue. En effet l'isard des Apennins (Rupicapra pyrenaica ornata) a été menacé d’extinction dans le courant du XXe siècle : seule une petite population de 50 isards se maintenait sur les hauteurs de la Camosciara, une localité très sauvage des Abruzzes. Il a pu être sauvé grâce à la création du parc national des Abruzzes, en 1923 ;
- environ 1 500 individus dans le parc national de la Majella[12] depuis la réintruction de 1991 ;
- environ 720 individus depuis la réintroduction en 1992 dans le parc national du Gran Sasso e Monti della Laga[13] ;
- environ 270 individus depuis la réintroduction en 2008 dans le parc national des Monts Sibyllins[14] ;
- environ 70 individus depuis la réintroduction en 2013 dans le parc naturel régional du Sirente-Velino[15].

## Classification

### Sous-espèces
On distingue deux sous-espèces :
- Rupicapra pyrenaica ornata, Neumann, 1899 — Isard des Apennins ;
- Rupicapra pyrenaica pyrenaica.

L'isard cantabrique (Rupicapra pyrenaica parva, Cabreta 1911) est aujourd'hui rattaché à la sous-espèce Rupicapra pyrenaica pyrenaica.